# .sys
.sys는 마이크로소프트 윈도우와 MS-DOS 운영 체제의 파일 확장자이다. 대부분의 도스 .sys 파일들은 리얼 모드 장치 드라이버이다.

## .sys 파일의 사용
- MS-DOS, 그리고 윈도우 98과 같은 도스 기반 운영 체제에서 이러한 파일들은 운영 체제의 구성 파일로 사용될 수 있다. MSDOS.SYS, CONFIG.SYS 파일은 다양한 구성 옵션을 포함하고 있다.[2][3]
- .sys 파일은 장치 드라이버로서 사용된다.[1] 이를테면 CONFIG.SYS에 다음과 같은 내용을 집어 넣으면 XMS 메모리를 사용하게 된다.

```
DEVICE=C:\WINDOWS\HIMEM.SYS
```

## 같이 보기
- .386
- VxD (가상 장치 드라이버)